# Coppa delle nazioni africane
La Coppa delle nazioni africane, nota con l'acronimo CAN (in francese Coupe d'Afrique des Nations, in inglese Africa Cup of Nations o AFCON) e detta comunemente Coppa d'Africa, è la più importante competizione calcistica che confronta le nazionali africane iscritte alla CAF.
La prima edizione fu organizzata in Sudan nel 1957. Da allora si è sempre disputata ogni due anni, tranne nel 1968, quando fu ospitata dall'Etiopia tre anni dopo l'edizione precedente del 1965.
Con gli anni il numero delle squadre iscritte alla CAF si è notevolmente ingrandito, al punto da costringere all'introduzione di un torneo di qualificazione tramite il quale sono selezionate (dal 2019) le nazionali che, aggiungendosi alla squadra del paese ospitante (qualificata d'ufficio, talora anche più di una), formano le 24 partecipanti alla manifestazione.
Nelle trentaquattro edizioni disputate finora, la Coppa delle nazioni africane è stata vinta da quindici nazionali. L'Egitto è la nazionale più titolata (7 successi), seguita da Camerun (5), Ghana (4), Nigeria e Costa d'Avorio (3), Algeria e RD del Congo (2 vittorie, quest'ultima ottenute come Congo-Kinshasa e Zaire), e infine Etiopia, Marocco, Rep. del Congo, Senegal, Sudafrica, Sudan, Tunisia e Zambia, con una vittoria ciascuno. L'Egitto è anche la nazionale con il maggior numero di partecipazioni alla fase finale del torneo (26) e di finali disputate (10).

## Storia

### 1957-1962: primi passi della Coppa delle nazioni africane
Le origini della Coppa delle nazioni africane risalgono al giugno 1956, quando durante il terzo congresso della FIFA a Lisbona fu avanzata la proposta di costituire la Confédération Africaine de Football o CAF. Gli immediati progetti per un torneo continentale tra le nazioni trovarono applicazione nel febbraio 1957, quando fu organizzata la prima edizione della Coppa d'Africa in Sudan, nella capitale Khartoum. Non vi furono qualificazioni e le squadre ammesse erano le quattro nazioni fondatrici della CAF (Sudan, Egitto, Etiopia e Sudafrica). Il rifiuto del Sudafrica di mandare una squadra multirazziale per la competizione condusse alla sua squalifica e all'ammissione diretta dell'Etiopia alla finale.
Come risultato si giocarono solo due gare, con l'Egitto che fu incoronato primo campione continentale dopo aver battuto i padroni di casa del Sudan in semifinale e l'Etiopia in finale. Due anni dopo l'Egitto ospitò la seconda Coppa d'Africa al Cairo, con la partecipazione delle stesse tre squadre del 1957. Gli egiziani, padroni di casa nonché detentori del titolo, si ripeterono, stavolta battendo in finale il Sudan.
L'interesse per la manifestazione crebbe e nell'edizione del 1962, ad Addis Abeba (Etiopia), si presentarono nove squadre, tanto che ci fu bisogno di un girone di qualificazione. I padroni di casa ed i detentori del titolo erano di diritto ammesse alla seconda fase, mentre le altre due semifinaliste che si qualificarono nel girone furono l'Uganda e la Tunisia. L'Egitto arrivò in finale per la terza volta, ma stavolta a prevalere, dopo i tempi supplementari, fu l'Etiopia.

### 1962-1970: dominio del Ghana
Nel 1963 il Ghana fece la propria prima apparizione come organizzatore del torneo e vinse il titolo battendo in finale il Sudan. Due anni dopo i ghanesi si ripeterono in Tunisia, con una squadra che batté in finale l'Egitto, ma che presentava appena due giocatori tra quelli che avevano vinto il titolo due anni prima.
L'edizione del 1968 vide per la prima volta un sistema rimasto in uso fino al 1992: ventidue squadre si sfidavano in turni preliminari; quelle qualificate al turno successivo avrebbero formato due gruppi da quattro, e le prime due di ogni girone si sarebbero qualificate alle semifinali. Si stabilì anche che il torneo si sarebbe giocato ogni due anni.
Il Congo-Kinshasa vinse in quell'anno il titolo continentale per la prima volta, battendo in finale il Ghana. Laurent Pokou, attaccante della Costa d'Avorio, vinse il titolo di capocannoniere nelle edizioni del 1968 e del 1970, rispettivamente con 6 e 8 reti: il suo totale di 14 gol è stato il record di reti per un singolo giocatore fino al 2008, quando è stato superato con 15 reti da Samuel Eto'o. Nell'edizione del 1970 ci fu, per la prima volta, anche la diretta televisiva del torneo: il Sudan, padrone di casa, si impose così davanti alle telecamere sul Ghana, giunto alla sua quarta finale consecutiva.

### 1970-1980: decennio di campioni
Sei diverse nazionali vinsero la Coppa d'Africa tra il 1970 ed il 1980: il Sudan, il Congo-Brazzaville, lo Zaire, il Marocco, il Ghana, la Nigeria. Per lo Zaire nel 1974 fu il secondo titolo, dopo quello vinto con il nome di Repubblica Democratica del Congo nel 1968. In finale gli zairesi batterono lo Zambia, nella ripetizione dopo il 2-2 della prima finale. Non esistendo i tiri di rigore, la finale fu rigiocata (analogamente a quanto accadde nella finale di Euro 1968 tra Italia ed Jugoslavia). Due giorni dopo, proprio come gli italiani, lo Zaire si impose per 2-0. Tre mesi dopo lo Zaire divenne la prima squadra dell'Africa subsahariana a qualificarsi alla Coppa del mondo. Nel 1976 il titolo continentale fu vinto dal Marocco, mentre il Ghana ottenne il terzo successo nel 1978. Nel 1980 fu la volta della Nigeria, che in finale piegò l'Algeria.

### 1980-1990: dominio camerunense e nigeriano
Il Ghana vinse il proprio quarto titolo nell'edizione del 1982, battendo in finale la Libia: per la prima volta la finale finì ai tiri di rigore dopo l'1-1 dei tempi supplementari. Due anni dopo fu il Camerun ad aggiudicarsi, per la prima volta, il titolo battendo la Nigeria; due anni dopo i camerunesi tornarono in finale contro l'Egitto, che mancava in finale dal 1962: stavolta i rigori premiarono gli egiziani. Il Camerun raggiunse comunque due anni dopo la sua terza finale consecutiva e vinse il trofeo battendo ancora la Nigeria. Nel 1990 la Nigeria raggiunse per la terza volta la finale e perse ancora, stavolta contro l'Algeria.

### 1990-2000: l'arrivo del Sudafrica
L'edizione del 1992 vide la presenza di dodici squadre, che furono divise in quattro gruppi da tre, con le prime due classificate di ogni gruppo a qualificarsi ai quarti di finale. Il Ghana arrivò in finale, dove ad attenderlo trovò la Costa d'Avorio dei record (nessuna rete subita nelle sei gare del torneo). Si andò ai rigori, dove ne furono tirati undici, prima che Anthony Baffoe si facesse parare il tentativo dal dischetto, decretando la prima vittoria degli ivoriani.
Due anni dopo la Nigeria vinse il suo primo titolo battendo lo Zambia, che un anno prima era stato colpito da un grave lutto: il 28 aprile 1993 un incidente aereo aveva ucciso l'intera squadra, diretta a Dakar, in Senegal, per una gara di qualificazione alla Coppa del mondo di Stati Uniti 1994.
Nell'edizione del 1996 il Sudafrica fece la prima apparizione nel torneo. In quell'anno fu fissato anche il nuovo numero di squadre partecipanti a sedici, sebbene quell'anno fossero solo quindici, perché la Nigeria, all'ultimo momento, rinunciò per motivi politici. Il Sudafrica vinse per la prima volta il titolo battendo in finale la Tunisia e il suo capitano, Neil Tovey, divenne il primo bianco ad alzare la coppa.
Nell'edizione del 1998 i sudafricani non riuscirono a bissare il successo, perdendo la finale contro l'Egitto, alla sua quarta affermazione.

### 2000-2010: il bis camerunense e la tripletta egiziana
L'edizione del 2000 fu ospitata da Ghana e Nigeria, che sostituirono l'originariamente designato Zimbabwe. Ancora una volta la vittoria finale fu decisa ai rigori dopo il 2-2 dei tempi supplementari: il Camerun sconfisse la Nigeria e si aggiudicò il suo terzo titolo. Nell'edizione del 2002 i leoni indomabili si aggiudicarono il quarto titolo, battendo, ancora una volta ai rigori, il Senegal. Entrambe le formazioni avrebbero poi partecipato al successivo mondiale nippo-coreano.
Nel 2004 la Tunisia, paese ospitante, si aggiudicò per la prima volta la Coppa d'Africa battendo in finale per 2-1 il Marocco. Anche nell'edizione del 2006 il trofeo fu vinto dai padroni di casa, l'Egitto, che si impose 4-2 ai rigori contro la Costa d'Avorio. Nell'edizione del 2008 l'Egitto giunse nuovamente in finale e sconfisse per 1-0 sul Camerun, per poi vincere in seguito anche l'edizione del 2010, battendo in finale per 1-0 il Ghana. Con quest'ultimo trionfo, la nazionale egiziana ha stabilito diversi record: 7 titoli continentali vinti (di cui 3 consecutivi), 20 partite di fila nella storia della manifestazione senza subire sconfitte e 4 successi personali per il capitano Ahmed Hassan.

### Dal 2010: cambi continui di sede
Nel maggio 2010 la CAF prese la decisione di spostare la competizione dagli anni pari a quelli dispari a partire dal 2013: tra le motivazioni, oltre ad un possibile scarso rendimento delle nazioni africane al mondiale, a causa dell'impegno continentale precedente (di solito la Coppa si tiene a gennaio), anche quella di dare una maggiore visibilità all'evento, che fino a prima ricadeva ogni quattro anni poco prima dei mondiali di calcio.
Il 29 gennaio 2011 il Marocco vinse la candidatura per ospitare l'edizione del 2015 e la Libia quella per l'edizione del 2013, ma a settembre quest'ultima, a causa della prima guerra civile si accordò con il Sudafrica per scambiarsi le rispettive assegnazioni, cosicché il Sudafrica avrebbe ospitato l'edizione del 2013 e la Libia quella del 2017.
L'edizione del 2012, co-ospitata da Gabon e Guinea Equatoriale, fu vinta per la prima volta nella storia dallo Zambia (che batté ai tiri di rigore la Costa d'Avorio) ed è stata l'ultima disputata in un anno pari. Dall'edizione del 2013, giocata in Sudafrica e vinta dalla Nigeria (sconfiggendo in finale il Burkina Faso), si è incominciato a organizzare tale competizione negli anni dispari.
L'edizione del 2015, inizialmente prevista in Marocco, si disputò, invece, in Guinea Equatoriale per via della rinuncia da parte della nazione nordafricana ad ospitare il torneo a causa della difficile situazione sanitaria nel continente, provocata da una forte epidemia di Ebola. Ad aggiudicarsi il torneo è stata la Costa d'Avorio, che ha avuto la meglio sul Ghana ai tiri di rigore.
Il 20 settembre 2014 la CAF aveva annunciato che le edizioni del 2019, del 2021 e del 2023 sarebbero state organizzate rispettivamente da Camerun, Costa d'Avorio e Guinea. L'8 aprile 2015 la stessa confederazione assegnò l'edizione del 2017 al Gabon, in sostituzione della Libia, attanagliata stavolta da una seconda guerra civile. Destino analogo ebbe l'edizione seguente, la prima a 24 squadre, inizialmente assegnata al Camerun, ma poi revocata a causa di ritardi nella costruzione delle infrastrutture e per motivi di sicurezza e assegnata successivamente all'Egitto. L'edizione vide il ritorno al successo, dopo ventinove anni, dell'Algeria, vittoriosa in finale sul Senegal. Lo stesso Senegal trionfò ai tiri di rigore contro l'Egitto nella finale dell'edizione del 2021 in Camerun, disputata nel 2022 a causa della pandemia di COVID-19, conseguendo in tal modo il suo primo alloro nella competizione. L'edizione del 2023, disputata nel 2024 in Costa d'Avorio, vide trionfare i padroni di casa, vittoriosi in finale contro la Nigeria.

## Albo d'oro
| 1957 | Sudan                    | Egitto            | 4 – 0 Stadio di Khartoum, Khartoum                            | Etiopia          | Sudan            | ( Sudafrica squalificato)                                | ( Sudafrica squalificato)       |
| 1959 | Rep. Araba Unita         | Rep. Araba Unita  | n/a                                                           | Sudan            | Etiopia          | (solo tre squadre partecipanti)                          | (solo tre squadre partecipanti) |
| 1962 | Impero d'Etiopia         | Etiopia           | 4 – 2 (dts) Stadio Addis Abeba, Addis Abeba                   | Rep. Araba Unita | Tunisia          | 3 – 0 Stadio Addis Abeba, Addis Abeba                    | Uganda                          |
| 1963 | Ghana                    | Ghana             | 3 – 0 Ohene Djan Stadium, Accra                               | Sudan            | Rep. Araba Unita | 3 – 0 Ohene Djan Stadium, Accra                          | Etiopia                         |
| 1965 | Tunisia                  | Ghana             | 3 – 2 (dts) Stadio Chedli Zouiten, Tunisi                     | Tunisia          | Costa d'Avorio   | 1 – 0 Stadio Chedli Zouiten, Tunisi                      | Senegal                         |
| 1968 | Impero d'Etiopia         | Congo-Kinshasa    | 1 – 0 Stadio Addis Abeba, Addis Abeba                         | Ghana            | Costa d'Avorio   | 1 – 0 Stadio Addis Abeba, Addis Abeba                    | Etiopia                         |
| 1970 | Sudan                    | Sudan             | 1 – 0 Stadio di Khartoum, Khartoum                            | Ghana            | Rep. Araba Unita | 3 – 1 Stadio di Khartoum, Khartoum                       | Costa d'Avorio                  |
| 1972 | Camerun                  | Congo-Brazzaville | 3 – 2 Stadio Ahmadou Ahidjo, Yaoundé                          | Mali             | Camerun          | 5 – 2 Stadio Ahmadou Ahidjo, Yaoundé                     | Zaire                           |
| 1974 | Egitto                   | Zaire             | 2 – 2 (dts) 2 – 0 rip. Stadio Internazionale, Il Cairo        | Zambia           | Egitto           | 4 – 0 Stadio Internazionale, Il Cairo                    | Congo-Brazzaville               |
| 1976 | Etiopia                  | Marocco           | n/a                                                           | Guinea           | Nigeria          | n/a                                                      | Egitto                          |
| 1978 | Ghana                    | Ghana             | 2 – 0 Ohene Djan Stadium, Accra                               | Uganda           | Nigeria          | 2 – 0                                                    | Tunisia                         |
| 1980 | Nigeria                  | Nigeria           | 3 – 0 Stadio Surulere, Lagos                                  | Algeria          | Marocco          | 2 – 0 Stadio Surulere, Lagos                             | Egitto                          |
| 1982 | Libia                    | Ghana             | 1 – 1 (dts) 7 – 6 (dtr) Stadio 11 giugno, Tripoli             | Libia            | Zambia           | 2 – 0 Stadio 11 giugno, Tripoli                          | Algeria                         |
| 1984 | Costa d'Avorio           | Camerun           | 3 – 1 Stadio Félix Houphouët-Boigny, Abidjan                  | Nigeria          | Algeria          | 3 – 1 Stadio Félix Houphouët-Boigny, Abidjan             | Egitto                          |
| 1986 | Egitto                   | Egitto            | 0 – 0 (dts) 5 – 4 (dtr) Stadio Internazionale, Il Cairo       | Camerun          | Costa d'Avorio   | 3 – 2 Stadio Internazionale, Il Cairo                    | Marocco                         |
| 1988 | Marocco                  | Camerun           | 1 – 0 Stadio Mohamed V, Casablanca                            | Nigeria          | Algeria          | 1 – 1 (dts) 4 – 3 (dtr) Stadio Mohamed V, Casablanca     | Marocco                         |
| 1990 | Algeria                  | Algeria           | 1 – 0 Stadio 5 luglio 1962, Algeri                            | Nigeria          | Zambia           | 1 – 0 Stadio 5 luglio 1962, Algeri                       | Senegal                         |
| 1992 | Senegal                  | Costa d'Avorio    | 0 – 0 (dts) 11 – 10 (dtr) Stadio Léopold Sédar Senghor, Dakar | Ghana            | Nigeria          | 2 – 1 Stadio Léopold Sédar Senghor, Dakar                | Camerun                         |
| 1994 | Tunisia                  | Nigeria           | 2 – 1 Stadio Olimpico di El Menzah, Tunisi                    | Zambia           | Costa d'Avorio   | 3 – 1 Stadio Olimpico di El Menzah, Tunisi               | Mali                            |
| 1996 | Sudafrica                | Sudafrica         | 2 – 0 Soccer City Stadium, Johannesburg                       | Tunisia          | Zambia           | 1 – 0 Soccer City Stadium, Johannesburg                  | Ghana                           |
| 1998 | Burkina Faso             | Egitto            | 2 – 0 Stadio 4 agosto, Ouagadougou                            | Sudafrica        | RD del Congo     | 4 – 4 4 – 1 (dtr) Stadio Municipale, Ouagadougou         | Burkina Faso                    |
| 2000 | Ghana Nigeria            | Camerun           | 2 – 2 (dts) 4 – 3 (dtr) Stadio Nazionale, Lagos               | Nigeria          | Sudafrica        | 2 – 2 (dts) 4 – 3 (dtr) Accra Sports Stadium, Accra      | Tunisia                         |
| 2002 | Mali                     | Camerun           | 0 – 0 (dts) 3 – 2 (dtr) Stadio 26 marzo, Bamako               | Senegal          | Nigeria          | 1 – 0 Stadio Baréma Bocoum, Mopti                        | Mali                            |
| 2004 | Tunisia                  | Tunisia           | 2 – 1 Stade 7 novembre, Tunisi                                | Marocco          | Nigeria          | 2 – 1 Stadio Mustapha Ben Jannet, Tunisi                 | Mali                            |
| 2006 | Egitto                   | Egitto            | 0 – 0 (dts) 4 – 2 (dtr) Stadio Internazionale, Il Cairo       | Costa d'Avorio   | Nigeria          | 1 – 0 Stadio dell'Accademia militare, Il Cairo           | Senegal                         |
| 2008 | Ghana                    | Egitto            | 1 – 0 Ohene Djan Stadium, Accra                               | Camerun          | Ghana            | 4 – 2 Stadio Baba Yara, Kumasi                           | Costa d'Avorio                  |
| 2010 | Angola                   | Egitto            | 1 – 0 Stadio nazionale 11 novembre, Luanda                    | Ghana            | Nigeria          | 1 – 0 Estádio Nacional de Ombaka, Benguela               | Algeria                         |
| 2012 | Gabon Guinea Equatoriale | Zambia            | 0 – 0 (dts) 8 – 7 (dtr) Stadio di Angondjé, Libreville        | Costa d'Avorio   | Mali             | 2 – 0 Stadio di Malabo, Malabo                           | Ghana                           |
| 2013 | Sudafrica                | Nigeria           | 1 – 0 FNB Stadium, Johannesburg                               | Burkina Faso     | Mali             | 3 – 1 Nelson Mandela Bay Stadium, Port Elizabeth         | Ghana                           |
| 2015 | Guinea Equatoriale       | Costa d'Avorio    | 0 – 0 (dts) 9 – 8 (dtr) Stadio di Malabo, Malabo              | Ghana            | RD del Congo     | 0 – 0 (dts) 4 – 2 (dtr) Stadio di Bata, Bata             | Guinea Equatoriale              |
| 2017 | Gabon                    | Camerun           | 2 – 1 Stadio di Angondjé, Libreville                          | Egitto           | Burkina Faso     | 1 – 0 Stade de Port-Gentil, Port-Gentil                  | Ghana                           |
| 2019 | Egitto                   | Algeria           | 1 – 0 Stadio Internazionale, Il Cairo                         | Senegal          | Nigeria          | 1 – 0 Stadio Al Salam, Il Cairo                          | Tunisia                         |
| 2021 | Camerun                  | Senegal           | 0 – 0 (dts) 4 – 2 (dtr) Stadio Paul Biya, Yaoundé             | Egitto           | Camerun          | 3 – 3 (dts) 5 – 3 (dtr) Stadio Ahmadou Ahidjo, Yaoundé   | Burkina Faso                    |
| 2023 | Costa d'Avorio           | Costa d'Avorio    | 2 - 1 Stadio olimpico Alassane Ouattara, Abidjan              | Nigeria          | Sudafrica        | 0 – 0 6 – 5 (dtr) Stadio Félix Houphouët-Boigny, Abidjan | RD del Congo                    |
| 2025 | Marocco                  |                   |                                                               |                  |                  |                                                          |                                 |
| 2027 | Kenya Tanzania Uganda    |                   |                                                               |                  |                  |                                                          |                                 |

## Medagliere
Nel 1959 la vittoria andò alla Repubblica Araba Unita, entità statuale creata dall'unione politica degli Stati di Siria ed Egitto, cui poco tempo dopo aderì, con una formula confederale più elastica (che prevedeva la denominazione di Stati Arabi Uniti) anche lo Yemen del Nord.
| Squadra            | Vittorie  | Secondi posti | Terzi posti | Quarti posti | Totale podi | Totale piazzam. nei primi 4 posti | Ediz. vinte                                    | Partecip. |
| ------------------ | --------- | ------------- | ----------- | ------------ | ----------- | --------------------------------- | ---------------------------------------------- | --------- |
| Egitto             | 6+1 (RAU) | 2+1 (RAU)     | 1+2 (RAU)   | 3            | 9+4 (RAU)   | 12+4 (RAU)                        | 1957, 1959 (RAU), 1986, 1998, 2006, 2008, 2010 | 26        |
| Camerun            | 5         | 2             | 2           | 1            | 9           | 10                                | 1984, 1988, 2000, 2002, 2017                   | 21        |
| Ghana              | 4         | 5             | 1           | 4            | 10          | 14                                | 1963, 1965, 1978, 1982                         | 24        |
| Nigeria            | 3         | 5             | 8           | -            | 16          | 16                                | 1980, 1994, 2013                               | 20        |
| Costa d'Avorio     | 3         | 2             | 4           | 2            | 9           | 11                                | 1992, 2015, 2023                               | 25        |
| Algeria            | 2         | 1             | 2           | 2            | 5           | 7                                 | 1990, 2019                                     | 20        |
| RD del Congo       | 2         | -             | 2           | 2            | 4           | 6                                 | 1968, 1974                                     | 20        |
| Zambia             | 1         | 2             | 3           | -            | 6           | 6                                 | 2012                                           | 18        |
| Tunisia            | 1         | 2             | 1           | 3            | 4           | 7                                 | 2004                                           | 21        |
| Sudan              | 1         | 2             | 1           | -            | 4           | 4                                 | 1970                                           | 9         |
| Senegal            | 1         | 2             | -           | 3            | 3           | 6                                 | 2021                                           | 17        |
| Etiopia            | 1         | 1             | 1           | 2            | 3           | 5                                 | 1962                                           | 11        |
| Marocco            | 1         | 1             | 1           | 2            | 3           | 5                                 | 1976                                           | 19        |
| Sudafrica          | 1         | 1             | 2           | -            | 4           | 4                                 | 1996                                           | 11        |
| Rep. del Congo     | 1         | -             | -           | 1            | 1           | 2                                 | 1972                                           | 7         |
| Mali               | -         | 1             | 2           | 3            | 3           | 6                                 | -                                              | 13        |
| Burkina Faso       | -         | 1             | 1           | 2            | 2           | 4                                 | -                                              | 13        |
| Uganda             | -         | 1             | -           | 1            | 1           | 2                                 | -                                              | 7         |
| Guinea             | -         | 1             | -           | -            | 1           | 1                                 | -                                              | 14        |
| Libia              | -         | 1             | -           | -            | 1           | 1                                 | -                                              | 3         |
| Guinea Equatoriale | -         | -             | -           | 1            | -           | 1                                 | -                                              | 4         |

### Primo titolo
- Egitto 1957
- Etiopia 1962
- Ghana 1963
- Congo-Kinshasa 1968
- Sudan 1970
- Congo-Brazzaville 1972
- Marocco 1976
- Nigeria 1980
- Camerun 1984
- Algeria 1990
- Costa d'Avorio 1992
- Sudafrica 1996
- Tunisia 2004
- Zambia 2012
- Senegal 2021

### Ultimo titolo
- Costa d'Avorio 2023
- Senegal 2021
- Algeria 2019
- Camerun 2017
- Nigeria 2013
- Zambia 2012
- Egitto 2010
- Tunisia 2004
- Sudafrica 1996
- Ghana 1982
- Marocco 1976
- Zaire 1974
- Congo-Brazzaville 1972
- Sudan 1970
- Etiopia 1962

## Piazzamenti
| Nazione            | 1957 | 1959     | 1962     | 1963     | 1965 | 1968 | 1970     | 1972 | 1974 | 1976 | 1978 | 1980 | 1982 | 1984 | 1986 | 1988 | 1990 | 1992 | 1994 | 1996 | 1998 | 2000 | 2002 | 2004 | 2006 | 2008 | 2010 | 2012 | 2013 | 2015 | 2017 | 2019 | 2021 | 2023 | Anni |
| ------------------ | ---- | -------- | -------- | -------- | ---- | ---- | -------- | ---- | ---- | ---- | ---- | ---- | ---- | ---- | ---- | ---- | ---- | ---- | ---- | ---- | ---- | ---- | ---- | ---- | ---- | ---- | ---- | ---- | ---- | ---- | ---- | ---- | ---- | ---- | ---- |
| Algeria            | NP   | NP       | NP       | NP       | NP   | PT   | NQ       | NQ   | NQ   | NQ   | NQ   | 2º   | 4º   | 3º   | PT   | 3º   | 1º   | PT   | Sq   | QF   | PT   | QF   | PT   | QF   | NQ   | NQ   | 4º   | NQ   | PT   | QF   | PT   | 1º   | PT   | PT   | 20   |
| Angola             | NI   | NI       | NI       | NI       | NI   | NI   | NI       | NI   | NI   | NI   | NI   | NI   | NQ   | NQ   | NP   | NQ   | NQ   | NQ   | NP   | PT   | PT   | NQ   | NQ   | NQ   | PT   | QF   | QF   | PT   | PT   | NQ   | NQ   | PT   | NQ   | QF   | 9    |
| Benin              | NP   | NP       | NP       | NP       | NP   | NP   | NP       | NQ   | Rit  | Rit  | NP   | NQ   | NP   | NQ   | NQ   | NP   | NP   | NQ   | NQ   | Rit  | NQ   | NQ   | NQ   | PT   | NQ   | PT   | PT   | NQ   | NQ   | NQ   | NQ   | QF   | NQ   | NQ   | 4    |
| Botswana           | NP   | NP       | NP       | NP       | NP   | NP   | NP       | NP   | NP   | NP   | NP   | NP   | NP   | NP   | NP   | NP   | NP   | NP   | NQ   | NQ   | NQ   | NQ   | NQ   | NQ   | NQ   | NQ   | NQ   | PT   | NQ   | NQ   | NQ   | NQ   | NQ   | NQ   | 1    |
| Burkina Faso       | NP   | NP       | NP       | NP       | NP   | NP   | NQ       | Rit  | Rit  | NP   | PT   | NP   | NQ   | NP   | NP   | NP   | NQ   | NQ   | Rit  | PT   | 4º   | PT   | PT   | PT   | NQ   | NQ   | PT   | PT   | 2º   | PT   | 3º   | NQ   | 4º   | OF   | 13   |
| Alto Volta         | NP   | NP       | NP       | NP       | NP   | NP   | NQ       | Rit  | Rit  | NP   | PT   | NP   | NQ   | NP   | NP   | NP   | NQ   | NQ   | Rit  | PT   | 4º   | PT   | PT   | PT   | NQ   | NQ   | PT   | PT   | 2º   | PT   | 3º   | NQ   | 4º   | OF   | 13   |
| Burundi            | NP   | NP       | NP       | NP       | NP   | NP   | NP       | NP   | NP   | NQ   | NP   | Rit  | NP   | NP   | NP   | NP   | NP   | NP   | NQ   | NP   | Rit  | NQ   | NQ   | NQ   | NQ   | NQ   | NQ   | NQ   | NQ   | NQ   | NQ   | PT   | NQ   | NQ   | 1    |
| Camerun            | NI   | NI       | NI       | NI       | NI   | NI   | PT       | 3º   | NQ   | NQ   | NQ   | NQ   | PT   | 1º   | 2º   | 1º   | PT   | 4º   | NQ   | PT   | QF   | 1º   | 1º   | QF   | QF   | 2º   | QF   | NQ   | NQ   | PT   | 1º   | OF   | 3º   | OF   | 21   |
| Capo Verde         | NP   | NP       | NP       | NP       | NP   | NP   | NP       | NP   | NP   | NP   | NP   | NP   | NP   | NP   | NP   | NP   | NP   | NP   | NQ   | Rit  | NP   | NQ   | NQ   | NQ   | NQ   | NQ   | NQ   | NQ   | QF   | PT   | NQ   | NQ   | OF   | QF   | 4    |
| Comore             | NI   | NI       | NI       | NI       | NI   | NI   | NI       | NI   | NI   | NI   | NI   | NI   | NI   | NI   | NI   | NI   | NI   | NI   | NI   | NI   | NI   | NI   | NI   | NI   | NP   | NP   | NQ   | NQ   | NQ   | NQ   | NQ   | NQ   | OF   | NQ   | 1    |
| Costa d'Avorio     | NP   | NP       | NP       | NP       | 3º   | 3º   | 4º       | NQ   | PT   | NQ   | Sq   | PT   | NP   | PT   | 3º   | PT   | PT   | 1º   | 3º   | PT   | QF   | PT   | PT   | NQ   | 2º   | 4º   | QF   | 2º   | QF   | 1º   | PT   | QF   | OF   | 1º   | 25   |
| Egitto             | 1º   | 1º (RAU) | 2º (RAU) | 3º (RAU) | Rit  | Rit  | 3º (RAU) | NQ   | 3º   | 4º   | NQ   | 4º   | Rit  | 4º   | 1º   | PT   | PT   | PT   | QF   | QF   | 1º   | QF   | QF   | PT   | 1º   | 1º   | 1º   | NQ   | NQ   | NQ   | 2º   | OF   | 2º   | OF   | 26   |
| Etiopia            | 2º   | 3º       | 1º       | 4º       | PT   | 4º   | PT       | NQ   | NQ   | PT   | NQ   | NQ   | PT   | NQ   | Rit  | Rit  | NQ   | Rit  | NQ   | NQ   | NQ   | Rit  | NQ   | NQ   | NQ   | NQ   | NQ   | NQ   | PT   | NQ   | NQ   | NQ   | PT   | NQ   | 11   |
| Gabon              | NI   | NI       | NI       | NI       | NI   | NI   | NI       | NQ   | Rit  | NP   | NQ   | NP   | Rit  | NQ   | NQ   | NQ   | NQ   | NQ   | PT   | QF   | NQ   | PT   | NQ   | NQ   | NQ   | NQ   | PT   | QF   | NQ   | PT   | PT   | NQ   | OF   | NQ   | 8    |
| Gambia             | NP   | NP       | NP       | NP       | NP   | NP   | NP       | NP   | NP   | NQ   | NP   | NQ   | NQ   | NQ   | NQ   | NQ   | Rit  | NQ   | NP   | Rit  | Sq   | Rit  | NQ   | NQ   | NQ   | NQ   | NQ   | NQ   | NQ   | NQ   | NQ   | NQ   | QF   | PT   | 2    |
| Ghana              | NI   | NI       | NQ       | 1º       | 1º   | 2º   | 2º       | NQ   | NQ   | NQ   | 1º   | PT   | 1º   | PT   | NQ   | NQ   | NQ   | 2º   | QF   | 4º   | PT   | QF   | QF   | NQ   | PT   | 3º   | 2º   | 4º   | 4º   | 2º   | 4º   | OF   | PT   | PT   | 24   |
| Guinea             | NP   | NP       | NP       | Sq       | NQ   | NQ   | PT       | NQ   | PT   | 2º   | NQ   | PT   | NQ   | NQ   | NQ   | NQ   | NQ   | NQ   | PT   | NQ   | PT   | NQ   | Sq   | QF   | QF   | QF   | NQ   | PT   | NQ   | QF   | NQ   | OF   | OF   | QF   | 14   |
| Guinea-Bissau      | NP   | NP       | NP       | NP       | NP   | NP   | NP       | NP   | NP   | NP   | NP   | NP   | NP   | NP   | NP   | NP   | NP   | NP   | NQ   | Rit  | Sq   | NP   | Rit  | Rit  | NQ   | NP   | NQ   | NQ   | NQ   | NQ   | PT   | PT   | PT   | PT   | 4    |
| Guinea Equatoriale | NP   | NP       | NP       | NP       | NP   | NP   | NP       | NP   | NP   | NP   | NP   | NP   | NP   | NP   | NP   | Rit  | NQ   | NP   | NP   | Rit  | NP   | NP   | NQ   | NQ   | NQ   | NQ   | NQ   | QF   | NQ   | 4º   | NQ   | NQ   | QF   | OF   | 4    |
| Kenya              | NP   | NP       | NQ       | Rit      | NQ   | NQ   | NQ       | PT   | NQ   | NQ   | NQ   | NQ   | NQ   | NP   | NQ   | PT   | PT   | PT   | NQ   | Rit  | NQ   | NQ   | NQ   | PT   | NQ   | NQ   | NQ   | NQ   | NQ   | NQ   | NQ   | PT   | NQ   | NQ   | 6    |
| Liberia            | NP   | NP       | NP       | NP       | NP   | NQ   | NP       | NP   | NP   | NQ   | NP   | NP   | NQ   | Rit  | NQ   | NQ   | NQ   | Rit  | NQ   | PT   | NQ   | NQ   | PT   | NQ   | NQ   | NQ   | NQ   | NQ   | NQ   | NQ   | NQ   | NQ   | NQ   | NQ   | 2    |
| Libia              | NP   | NP       | NP       | NP       | NP   | NQ   | NP       | NQ   | Rit  | NQ   | NQ   | NQ   | 2º   | NQ   | NQ   | Rit  | Rit  | NP   | NP   | NP   | NP   | NQ   | NQ   | NQ   | PT   | NQ   | NQ   | PT   | NQ   | NQ   | NQ   | NQ   | NQ   | NQ   | 3    |
| Madagascar         | NP   | NP       | NP       | NP       | NP   | NP   | NP       | NQ   | NQ   | Rit  | NP   | NQ   | NQ   | NQ   | NQ   | NQ   | Rit  | NQ   | NP   | Rit  | Sq   | NQ   | NQ   | NQ   | NQ   | NQ   | NQ   | NQ   | NQ   | NQ   | NQ   | QF   | NQ   | NQ   | 1    |
| Malawi             | NP   | NP       | NP       | NP       | NP   | NP   | NP       | NP   | NP   | NQ   | NQ   | NQ   | NQ   | PT   | NQ   | NQ   | NQ   | NQ   | NQ   | NQ   | NQ   | NQ   | NQ   | NQ   | NQ   | NQ   | PT   | NQ   | NQ   | NQ   | NQ   | NQ   | OF   | NQ   | 3    |
| Mali               | NP   | NP       | NP       | NP       | NQ   | NQ   | NQ       | 2º   | NQ   | NQ   | Sq   | NP   | NQ   | NQ   | NQ   | Rit  | NQ   | NQ   | 4º   | NQ   | NQ   | NQ   | 4º   | 4º   | NQ   | PT   | PT   | 3º   | 3º   | PT   | PT   | OF   | OF   | QF   | 13   |
| Marocco            | NP   | NP       | NQ       | NQ       | NP   | NQ   | NQ       | PT   | NQ   | 1º   | PT   | 3º   | NQ   | NQ   | 4º   | 4º   | NQ   | PT   | NQ   | NQ   | QF   | PT   | PT   | 2º   | PT   | PT   | NQ   | PT   | PT   | Sq   | QF   | OF   | QF   | OF   | 19   |
| Mauritania         | NP   | NP       | NP       | NP       | NP   | NP   | NP       | NP   | NP   | NP   | NP   | NQ   | NQ   | NP   | NQ   | NP   | Rit  | NQ   | Rit  | NQ   | NQ   | Rit  | NQ   | NQ   | NQ   | NQ   | NQ   | NQ   | NQ   | NQ   | NQ   | PT   | PT   | OF   | 3    |
| Mauritius          | NP   | NP       | NP       | NP       | NP   | NQ   | NQ       | NQ   | PT   | NQ   | NQ   | NQ   | NQ   | NQ   | NQ   | Rit  | NQ   | Rit  | NQ   | NQ   | NQ   | NQ   | NQ   | NQ   | NQ   | NQ   | NQ   | NQ   | NQ   | NQ   | NQ   | NQ   | NQ   | NQ   | 1    |
| Mozambico          | NP   | NP       | NP       | NP       | NP   | NP   | NP       | NP   | NP   | NP   | NP   | NP   | NQ   | NQ   | PT   | NQ   | NQ   | NQ   | NQ   | PT   | PT   | NQ   | NQ   | NQ   | NQ   | NQ   | PT   | NQ   | NQ   | NQ   | NQ   | NQ   | NQ   | PT   | 5    |
| Namibia            | NP   | NP       | NP       | NP       | NP   | NP   | NP       | NP   | NP   | NP   | NP   | NP   | NP   | NP   | NP   | NP   | NP   | NP   | NP   | NQ   | PT   | NQ   | NQ   | NQ   | NQ   | PT   | NQ   | NQ   | NQ   | NQ   | NQ   | PT   | NQ   | OF   | 4    |
| Niger              | NP   | NP       | NP       | NP       | NP   | NP   | NQ       | NQ   | Rit  | NQ   | Rit  | Rit  | NP   | NQ   | NP   | NP   | NP   | NQ   | NQ   | Rit  | Sq   | NQ   | NQ   | NQ   | NQ   | NQ   | NQ   | PT   | PT   | NQ   | NQ   | NQ   | NQ   | NQ   | 2    |
| Nigeria            | NP   | NP       | NQ       | PT       | NP   | NQ   | Rit      | NQ   | NQ   | 3º   | 3º   | 1º   | PT   | 2º   | NQ   | 2º   | 2º   | 3º   | 1º   | Rit  | Sq   | 2º   | 3º   | 3º   | 3º   | QF   | 3º   | NQ   | 1º   | NQ   | NQ   | 3º   | OF   | 2º   | 20   |
| Rep. del Congo     | NP   | NP       | NP       | NP       | NP   | PT   | NP       | 1º   | 4º   | NQ   | PT   | NQ   | NQ   | NQ   | NQ   | NQ   | NP   | QF   | NQ   | NQ   | NQ   | PT   | NQ   | NQ   | NQ   | NQ   | NQ   | NQ   | NQ   | QF   | NQ   | NQ   | NQ   | NQ   | 7    |
| Congo-Brazzaville  | NP   | NP       | NP       | NP       | NP   | PT   | NP       | 1º   | 4º   | NQ   | PT   | NQ   | NQ   | NQ   | NQ   | NQ   | NP   | QF   | NQ   | NQ   | NQ   | PT   | NQ   | NQ   | NQ   | NQ   | NQ   | NQ   | NQ   | QF   | NQ   | NQ   | NQ   | NQ   | 7    |
| RD del Congo       | NP   | NP       | NP       | NP       | PT   | 1º   | PT       | 4º   | 1º   | PT   | NQ   | NQ   | NQ   | NQ   | NQ   | PT   | NQ   | QF   | QF   | QF   | 3º   | PT   | QF   | PT   | QF   | NQ   | NQ   | NQ   | PT   | 3º   | QF   | OF   | NQ   | 4º   | 20   |
| Congo-Kinshasa     | NP   | NP       | NP       | NP       | PT   | 1º   | PT       | 4º   | 1º   | PT   | NQ   | NQ   | NQ   | NQ   | NQ   | PT   | NQ   | QF   | QF   | QF   | 3º   | PT   | QF   | PT   | QF   | NQ   | NQ   | NQ   | PT   | 3º   | QF   | OF   | NQ   | 4º   | 20   |
| Congo-Léopoldville | NP   | NP       | NP       | NP       | PT   | 1º   | PT       | 4º   | 1º   | PT   | NQ   | NQ   | NQ   | NQ   | NQ   | PT   | NQ   | QF   | QF   | QF   | 3º   | PT   | QF   | PT   | QF   | NQ   | NQ   | NQ   | PT   | 3º   | QF   | OF   | NQ   | 4º   | 20   |
| Zaire              | NP   | NP       | NP       | NP       | PT   | 1º   | PT       | 4º   | 1º   | PT   | NQ   | NQ   | NQ   | NQ   | NQ   | PT   | NQ   | QF   | QF   | QF   | 3º   | PT   | QF   | PT   | QF   | NQ   | NQ   | NQ   | PT   | 3º   | QF   | OF   | NQ   | 4º   | 20   |
| Ruanda             | NP   | NP       | NP       | NP       | NP   | NP   | NP       | NP   | NP   | NP   | NP   | NP   | NQ   | NQ   | NP   | Rit  | NP   | NP   | NP   | NP   | NP   | NQ   | NQ   | PT   | NQ   | NQ   | NQ   | NQ   | NQ   | NQ   | NQ   | NQ   | NQ   | NQ   | 1    |
| Senegal            | NP   | NP       | NP       | NP       | 4º   | PT   | NQ       | NQ   | NQ   | NQ   | NQ   | NQ   | NQ   | NQ   | PT   | NQ   | 4º   | QF   | QF   | NQ   | NQ   | QF   | 2º   | QF   | 4º   | PT   | NQ   | PT   | NQ   | PT   | QF   | 2º   | 1º   | OF   | 17   |
| Sierra Leone       | NP   | NP       | NP       | NP       | NP   | NP   | Rit      | NP   | NQ   | NP   | NQ   | NP   | NQ   | NQ   | NP   | NQ   | Rit  | NQ   | PT   | PT   | Rit  | Sq   | NQ   | NQ   | NQ   | NQ   | NQ   | NQ   | NQ   | NQ   | NQ   | NQ   | PT   | NQ   | 3    |
| Sudafrica          | Sq   | Sq       | Sq       | Sq       | Sq   | Sq   | Sq       | Sq   | Sq   | Sq   | Sq   | Sq   | Sq   | Sq   | Sq   | Sq   | Sq   | Sq   | NQ   | 1º   | 2º   | 3º   | QF   | PT   | PT   | PT   | NQ   | NQ   | QF   | PT   | NQ   | QF   | NQ   | 3º   | 11   |
| Sudan              | 3º   | 2º       | NQ       | 2º       | NQ   | NQ   | 1º       | PT   | NQ   | PT   | Rit  | NQ   | NP   | NQ   | Rit  | NQ   | NQ   | NQ   | NQ   | NQ   | Rit  | NP   | NQ   | NQ   | NQ   | PT   | NQ   | QF   | NQ   | NQ   | NQ   | NQ   | PT   | NQ   | 9    |
| Tanzania           | NP   | NP       | NP       | NP       | NP   | Rit  | NQ       | NQ   | NQ   | NQ   | NQ   | PT   | Rit  | NQ   | Rit  | NQ   | NQ   | NQ   | Rit  | NQ   | NQ   | NQ   | NQ   | Rit  | NQ   | NQ   | NQ   | NQ   | NQ   | NQ   | NQ   | PT   | NQ   | PT   | 3    |
| Togo               | NI   | NI       | NI       | NI       | NI   | NQ   | NQ       | PT   | NQ   | NQ   | NQ   | NQ   | NQ   | PT   | NQ   | NQ   | NQ   | NQ   | NQ   | NQ   | PT   | PT   | PT   | NQ   | PT   | NQ   | Rit  | NQ   | QF   | NQ   | PT   | NQ   | NQ   | NQ   | 8    |
| Tunisia            | NP   | NP       | 3º       | PT       | 2º   | NP   | NP       | NQ   | NQ   | NQ   | 4º   | NQ   | PT   | NQ   | NQ   | NQ   | NQ   | NQ   | PT   | 2º   | QF   | 4º   | PT   | 1º   | QF   | QF   | PT   | QF   | PT   | QF   | QF   | 4º   | QF   | PT   | 21   |
| Uganda             | NP   | NP       | 4º       | Rit      | NQ   | PT   | NQ       | NQ   | PT   | PT   | 2º   | Rit  | Rit  | NQ   | NQ   | NQ   | Rit  | NQ   | NQ   | NQ   | NQ   | NQ   | NQ   | NQ   | NQ   | NQ   | NQ   | NQ   | NQ   | NQ   | PT   | OF   | NQ   | NQ   | 7    |
| Zambia             | NP   | NP       | NP       | NP       | NP   | NP   | NQ       | NQ   | 2º   | NQ   | PT   | NQ   | 3º   | NQ   | PT   | Rit  | 3º   | QF   | 2º   | 3º   | PT   | PT   | PT   | NQ   | PT   | PT   | QF   | 1º   | PT   | PT   | NQ   | NQ   | NQ   | PT   | 18   |
| Zimbabwe           | NP   | NP       | NP       | NP       | NP   | NP   | NP       | NP   | NP   | NP   | NP   | NP   | NQ   | NQ   | NQ   | NQ   | NQ   | NQ   | NQ   | NQ   | NQ   | NQ   | NQ   | PT   | PT   | NQ   | NQ   | NQ   | NQ   | NQ   | PT   | PT   | PT   | NQ   | 5    |

### Miglior piazzamento di ogni squadra
Campione d'Africa
- 7  Egitto (1957, 1959, 1986, 1998,  2006, 2008, 2010)
- 5  Camerun (1984, 1988, 2000, 2002,  2017)
- 4  Ghana (1963, 1965, 1978, 1982)
- 3  Nigeria (1980, 1994, 2013),  Costa d'Avorio (1992, 2015, 2023)
- 2  Zaire (1968, 1974),  Algeria (1990, 2019)
- 1  Etiopia (1962),  Sudan (1970),  Congo-Brazzaville (1972),  Marocco (1976),  Sudafrica (1996),  Tunisia (2004),  Zambia (2012),  Senegal (2021)

Finale
- 1  Mali (1972),  Guinea (1976),  Uganda (1978),  Libia (1982),  Burkina Faso (2013)

Quarto posto
- 1  Guinea Equatoriale (2015)

Quarti di finale
- 3  Angola (2008, 2010, 2023)
- 2  Gabon (1996, 2012),  Capo Verde (2013, 2023)
- 1  Togo (2013),  Benin,  Madagascar (2019),  Gambia (2021)

Ottavi di finale
- 1  Comore,  Malawi (2021),  Mauritania,  Namibia (2023)

Primo turno
- 6  Kenya (1972, 1988, 1990, 1992,  2004, 2019)
- 5  Zimbabwe (2004, 2006, 2017, 2019,  2021),  Mozambico (1986, 1996, 1998, 2010,  2023)
- 4  Guinea-Bissau (2017, 2019, 2021, 2023)
- 3  Sierra Leone (1994, 1996, 2021),  Tanzania (1980, 2019, 2023)
- 2  Liberia (1996, 2002),  Niger (2012, 2013)
- 1  Mauritius (1974),  Ruanda (2004),  Botswana (2012),  Burundi (2019)

## Paesi ospitanti
| Numero edizioni | Paese              | Anno/i                       |
| --------------- | ------------------ | ---------------------------- |
| 1 (RAU) + 4     | Egitto             | 1959, 1974, 1986, 2006, 2019 |
| 4               | Ghana              | 1963, 1978, 2000, 2008       |
| 3               | Etiopia            | 1962, 1968, 1976             |
| 3               | Tunisia            | 1965, 1994, 2004             |
| 2               | Sudan              | 1957, 1970                   |
| 2               | Nigeria            | 1980, 2000                   |
| 2               | Sudafrica          | 1996, 2013                   |
| 2               | Guinea Equatoriale | 2012, 2015                   |
| 2               | Gabon              | 2012, 2017                   |
| 2               | Camerun            | 1972, 2021                   |
| 2               | Costa d'Avorio     | 1984, 2023                   |
| 2               | Marocco            | 1988, 2025                   |
| 1               | Libia              | 1982                         |
| 1               | Algeria            | 1990                         |
| 1               | Senegal            | 1992                         |
| 1               | Burkina Faso       | 1998                         |
| 1               | Mali               | 2002                         |
| 1               | Angola             | 2010                         |
| 1               | Kenya              | 2027                         |
| 1               | Tanzania           | 2027                         |
| 1               | Uganda             | 2027                         |

## Statistiche

### Classifica dei marcatori di tutti i tempi
In grassetto i giocatori ancora in attività con la maglia della propria nazionale. Dati aggiornati al termine dell'edizione 2021.
| Gol | Marcatore |
| --- | --- |
| 18  | Samuel Eto'o |
| 14  | Laurent Pokou |
| 13  | Rashidi Yekini |
| 12  | Hassan El-Shazly |
| 11  | Patrick Mboma, Hossam Hassan, Didier Drogba |
| 10  | Francileudo Santos, Mengistu Worku, Joël Tiéhi, Mulamba Ndaye, Kalusha Bwalya                                                                     |
| 9   | Manucho, Abdoulaye Traoré, André Ayew, Vincent Aboubakar                                                                                          |
| 8   | Wilberforce Mfum, Ahmed Hassan, Pascal Feindouno, Seydou Keita, Asamoah Gyan                                                                      |
| 7   | Flávio, Roger Milla, Taher Abouzaid, Ali Abo Gresha, Osei Kofi, Abedi Pelé, Frédéric Kanouté, Jay-Jay Okocha, Benni McCarthy, Christopher Katongo |

### Capocannonieri delle singole edizioni
| Edizione | Capocannoniere | Nazionale                                                    | Gol |
| -------- | --- | ------------------------------------------------------------ | --- |
| 1957     | Mohamed Diab El-Attar                                                                                              | Egitto                                                       | 5   |
| 1959     | Mahmoud El-Gohary                                                                                                  | Rep. Araba Unita                                             | 3   |
| 1962     | Abdel-Fattah | Rep. Araba Unita                                             | 3   |
| 1963     | Hassan El-Shazly                                                                                                   | Rep. Araba Unita                                             | 6   |
| 1965     | Osei Kofi Ben Acheampong Simmons Eustache Manglé                                                                   | Ghana Costa d'Avorio                                         | 3   |
| 1968     | Laurent Pokou | Costa d'Avorio                                               | 6   |
| 1970     | Laurent Pokou | Costa d'Avorio                                               | 8   |
| 1972     | Fantamady Keita | Mali                                                         | 5   |
| 1974     | Mulamba Ndaye | Zaire                                                        | 9   |
| 1976     | Alio Keita Jo Léa                                                                                                  | Guinea                                                       | 4   |
| 1978     | Philippe Omondi Opoku Afriyie Segun Odegbami                                                                       | Uganda Ghana Nigeria                                         | 3   |
| 1980     | Segun Odegbami Khalid Al Abyad Labied                                                                              | Nigeria Marocco                                              | 3   |
| 1982     | George Alhassan | Ghana                                                        | 4   |
| 1984     | Taher Abou Zeid | Egitto                                                       | 4   |
| 1986     | Roger Milla | Camerun                                                      | 4   |
| 1988     | Roger Milla Lakhdar Belloumi Abdoulaye Traoré Gamal Abdelhamid                                                     | Camerun Algeria Costa d'Avorio Egitto                        | 2   |
| 1990     | Djamel Menad | Algeria                                                      | 4   |
| 1992     | Rashidi Yekini | Nigeria                                                      | 4   |
| 1994     | Rashidi Yekini | Nigeria                                                      | 5   |
| 1996     | Kalusha Bwalya | Zambia                                                       | 5   |
| 1998     | Hossam Hassan Benedict McCarthy                                                                                    | Egitto Sudafrica                                             | 7   |
| 2000     | Shaun Bartlett | Sudafrica                                                    | 5   |
| 2002     | Patrick Mboma Salomon Olembé Julius Aghahowa                                                                       | Camerun Nigeria                                              | 3   |
| 2004     | Patrick Mboma Frédéric Kanouté Jay-Jay Okocha Francileudo Santos                                                   | Camerun Mali Nigeria Tunisia                                 | 4   |
| 2006     | Samuel Eto'o | Camerun                                                      | 5   |
| 2008     | Samuel Eto'o | Camerun                                                      | 5   |
| 2010     | Geddo | Egitto                                                       | 5   |
| 2012     | Emmanuel Mayuka Christopher Katongo Manucho Didier Drogba Pierre-Emerick Aubameyang Cheick Diabaté Houssine Kharja | Zambia Angola Costa d'Avorio Gabon Mali Marocco              | 3   |
| 2013     | Emmanuel Emenike Mubarak Wakaso                                                                                    | Nigeria Ghana                                                | 4   |
| 2015     | André Ayew Javier Balboa Thievy Bifouma Dieumerci Mbokani Ahmed Akaïchi                                            | Ghana Guinea Equatoriale Rep. del Congo RD del Congo Tunisia | 3   |
| 2017     | Junior Kabananga                                                                                                   | RD del Congo                                                 | 3   |
| 2019     | Odion Ighalo | Nigeria                                                      | 5   |
| 2021     | Vincent Aboubakar                                                                                                  | Camerun                                                      | 8   |
| 2023     | Emilio Nsue | Guinea Equatoriale                                           | 5   |

### Miglior giocatore
| Edizione | GIocatore            | Nazionale    |
| -------- | -------------------- | ------------ |
| 2006     | Ahmed Hassan         | Egitto       |
| 2008     | Hosny Abd Rabo       | Egitto       |
| 2010     | Ahmed Hassan         | Egitto       |
| 2012     | Christopher Katongo  | Zambia       |
| 2013     | Jonathan Pitroipa    | Burkina Faso |
| 2015     | Christian Atsu       | Ghana        |
| 2017     | Christian Bassogog   | Camerun      |
| 2019     | Ismaël Bennacer      | Algeria      |
| 2021     | Sadio Mané           | Senegal      |
| 2023     | William Troost-Ekong | Nigeria      |

### Miglior portiere
| Edizione | GIocatore       | Nazionale      |
| -------- | --------------- | -------------- |
| 2008     | Essam El-Hadary | Egitto         |
| 2010     | Essam El-Hadary | Egitto         |
| 2015     | Sylvain Gbohouo | Costa d'Avorio |
| 2017     | Fabrice Ondoa   | Camerun        |
| 2019     | Raïs M'Bolhi    | Algeria        |
| 2021     | Edouard Mendy   | Senegal        |
| 2023     | Ronwen Williams | Sudafrica      |

### Esordienti
| Anno | Squadre                                     |
| 1957 | Egitto, Etiopia, Sudan                      |
| 1962 | Tunisia, Uganda                             |
| 1963 | Ghana, Nigeria                              |
| 1965 | Costa d'Avorio, Congo-Léopoldville, Senegal |
| 1968 | Algeria, Congo-Brazzaville                  |
| 1970 | Camerun, Guinea                             |
| 1972 | Kenya, Mali, Marocco, Togo                  |
| 1974 | Mauritius, Zambia                           |
| 1978 | Alto Volta                                  |
| 1980 | Tanzania                                    |
| 1982 | Libia                                       |
| 1984 | Malawi                                      |
| 1986 | Mozambico                                   |
| 1994 | Gabon, Sierra Leone                         |
| 1996 | Angola, Liberia, Sudafrica                  |
| 1998 | Namibia                                     |
| 2004 | Benin, Ruanda, Zimbabwe                     |
| 2012 | Botswana, Guinea Equatoriale, Niger         |
| 2013 | Capo Verde                                  |
| 2017 | Guinea-Bissau                               |
| 2019 | Burundi, Madagascar, Mauritania             |
| 2021 | Comore, Gambia                              |

### Ultima qualificazione
| Anno | Squadre |
| 2027 | Kenya, Tanzania, Uganda |
| 2025 | Algeria, Angola, Benin, Botswana, Burkina Faso, Camerun, Comore, Costa d'Avorio, Egitto, Gabon, Guinea Equatoriale, Mali, Marocco, Mozambico, Nigeria, RD del Congo, Senegal, Sudafrica, Sudan, Tunisia, Zambia, Zimbabwe |
| 2023 | Capo Verde, Gambia, Ghana, Guinea, Guinea-Bissau, Mauritania, Namibia |
| 2021 | Etiopia, Malawi, Sierra Leone |
| 2019 | Burundi, Madagascar |
| 2017 | Togo |
| 2015 | Rep. del Congo |
| 2013 | Niger |
| 2012 | Libia |
| 2004 | Ruanda |
| 2002 | Liberia |
| 1974 | Mauritius |

### Nazionali mai qualificate alla fase finale della competizione
Ciad,  Eritrea,  eSwatini,  Gibuti,  Lesotho,  Rep. Centrafricana,  São Tomé e Príncipe,  Seychelles,  Somalia,  Sudan del Sud

### Edizioni consecutive da cui una squadra è qualificata
Sono prese in considerazione fino all'edizione del 2025, essendo le qualificazioni già concluse
| Num | Squadre                                                      |
| 17  | Tunisia                                                      |
| 11  | Costa d'Avorio                                               |
| 10  | Mali                                                         |
| 7   | Algeria                                                      |
| 6   | Camerun, Senegal                                             |
| 5   | Egitto, Marocco                                              |
| 4   | Nigeria                                                      |
| 3   | Burkina Faso, Guinea Equatoriale                             |
| 2   | Angola, Mozambico, RD del Congo, Sudafrica, Tanzania, Zambia |
| 1   | Benin, Botswana, Comore, Gabon, Sudan, Uganda, Zimbabwe      |

## Record

### Squadre
- Maggior numero di partecipazioni:
  - 27  Egitto
- Maggior numero di partecipazioni consecutive:
  - 17  Tunisia (1994 - 2025)
- Maggior numero di partecipazioni senza aver mai vinto un titolo:
  - 14  Guinea
- Minor numero di partecipazioni avendo vinto almeno un titolo:
  - 7  Rep. del Congo
- Maggior numero di titoli consecutivi:
  - 3  Egitto (2006, 2008, 2010)
- Maggior numero di edizioni consecutive con vincitori diversi:
  - 7  Egitto (2010),  Zambia (2012),  Nigeria (2013),  Costa d'Avorio (2015),  Camerun (2017),  Algeria (2019),  Senegal (2021)
- Squadre che hanno vinto l'edizione in cui hanno debuttato (esclusa la prima edizione):
  -  Ghana (1963),  Sudafrica (1996)
- Maggior numero di partite disputate:
  - 111  Egitto
- Maggior numero di finali disputate:
  - 10  Egitto
- Maggior numero di finali consecutive:
  - 4  Ghana (1963, 1965, 1968, 1970)
- Maggior numero di semifinali consecutive:
  - 6  Ghana (2008, 2010, 2012, 2013, 2015, 2017)
- Maggior numero di piazzamenti tra le prime 3:
  - 16  Nigeria
- Maggior numero di piazzamenti tra le prime 4:
  - 16  Egitto,  Nigeria
- Squadre sempre vincenti in finale:
  - 2  Zaire (1968, 1974)
  - 1  Congo-Brazzaville (1972)
- Squadre sempre vincenti nella finale terzo posto:
  - 8  Nigeria
  - 3  Zambia
  - 2  Sudafrica
  - 1  Sudan
- Squadre sempre sconfitte nella finale terzo posto:
  - 3  Senegal
  - 1  Congo-Brazzaville,  Guinea Equatoriale
- Minor numero di gol subiti in un'edizione:
  - 0  Camerun (2002),  Costa d'Avorio (2012)
- Squadre mai eliminate al primo turno:
  -  Madagascar (2019),  Comore (2021)
- Squadra mai eliminata ai primi 2 turni:
  -  Madagascar (2019)
- Maggior numero di minuti senza subire gol:
  - 685  Camerun (2000-2004)

### Giocatori
- Marcatore più anziano:
  - 39 anni 174 giorni Hossam Hassan ( Egitto - RD del Congo 4-1, 2006)
- Gol più veloce:
  - 23 secondi Ayman Mansour ( Egitto - Gabon 4-0, 1994)
- Gol più tardivo (tempi regolamentari):
  - 90+10 minuti Bruno Mbanangoyé ( Gabon - Marocco 3-2, 2012)
- Gol più tardivo (tempi supplementari):
  - 120 minuti Brighton Sinyangwe ( Zambia - Zaire 2-2, 1974), Jaouad Zairi ( Marocco - Algeria 3-1, 2004), Oumar Diakité ( Costa d'Avorio - Mali 2-1, 2023)
- Maggior numero di gol in una partita:
  - 5 Laurent Pokou ( Costa d'Avorio - Etiopia 6-1, 1970)
- Maggior numero di gol in un'edizione:
  - 9 Mulamba Ndaye ( Zaire, 1974)
- Unico portiere marcatore:
  - Kennedy Mweene ( Zambia - Nigeria 1-1, 2013)
- Unico giocatore a realizzare più di una tripletta:
  - 2 Hassan El-Shazly ( Rep. Araba Unita, 1963, 1970)
- Tripletta più veloce:
  - 11 minuti (11', 19', 21') Benni McCarthy ( Sudafrica - Namibia 4-1, 1998)
- Quadripletta più veloce:
  - 14 minuti (8', 11', 19', 21') Benni McCarthy ( Sudafrica - Namibia 4-1, 1998)
- Partita con più di una tripletta:
  - 2 Mohamed Morsi Hussein, Hassan El-Shazly ( Rep. Araba Unita - Nigeria 6-3, 1963)
- Maggior numero di edizioni con almeno un gol:
  - 6 Kalusha Bwalya ( Zambia), Samuel Eto'o ( Camerun), Asamoah Gyan, André Ayew ( Ghana)
- Maggior numero di edizioni disputate:
  - 8 Rigobert Song ( Camerun), Ahmed Hassan ( Egitto), André Ayew ( Ghana), Youssef Msakni ( Tunisia)
- Calciatore più anziano:
  - 44 anni 21 giorni Essam El Hadary ( Egitto - Camerun 1-2, 2017)
- Maggior numero di partite disputate:
  - 36 Rigobert Song ( Camerun), André Ayew ( Ghana)
- Maggior numero di titoli:
  - 4 Essam El Hadary, Ahmed Hassan ( Egitto, 1998, 2006. 2008, 2010)
- Maggior numero di minuti senza subire gol:
  - 675' Essam El Hadary ( Egitto)

### Partite
- Scarto più ampio di gol:
  - 5  Costa d'Avorio -  Etiopia 6-1 (1970),  Costa d'Avorio -  Guinea 5-0 (2008),  Botswana -  Guinea 1-6 (2012)
- Maggior numero di gol:
  - 9  Rep. Araba Unita -  Nigeria 6-3 (1963)
- Maggior numero di gol segnati e subiti da una squadra:
  - 6  Rep. Araba Unita -  Nigeria 6-3 (1963),  Costa d'Avorio -  Etiopia 6-1 (1970),  Botswana -  Guinea 1-6 (2012)
- Pareggio con più gol:
  - 8  Angola -  Mali 4-4 (2010)
- Maggior numero di giocatori a segno:
  - 6  Angola -  Mali 4-4 (2010),  Botswana -  Guinea 1-6 (2012)
- Maggior numero di giocatori a segno per una squadra:
  - 5 Botswana -  Guinea 1-6 (2012)
- Maggior numero di tiri di rigore calciati:
  - 24  Costa d'Avorio -  Ghana 0-0 d.t.s., 11-10 d.c.r. (1992),  Camerun -  Costa d'Avorio 1-1 d.t.s., 11-12 d.c.r. (2006)
- Maggior numero di partite terminate ai tiri di rigori e vinte consecutivamente:
  - 6  Egitto
- Maggior numero di partite consecutive senza sconfitte:
  - 24  Egitto
- Maggior numero di vittorie consecutive:
  - 9  Egitto

### Allenatori
- Maggior numero di titoli:
  - 3 Charles Kumi Gyamfi ( Ghana, 1963, 1965. 1982), Hassan Shehata ( Egitto, 2006. 2008, 2010)
- Maggior numero di titoli consecutivi:
  - 3 Hassan Shehata ( Egitto, 2006. 2008, 2010)
- Vincitore con nazionali diverse:
  - 2 Hervé Renard ( Zambia, 2012,  Costa d'Avorio, 2015)
- Vincitori sia da giocatori che da allenatori:
  - Mahmoud El-Gohary ( Egitto, 1959, 1998), Stephen Keshi ( Nigeria, 1994, 2013)
- Maggior numero di nazionali allenate:
  - 6 Claude Le Roy ( Camerun, 1986, 1988,  Senegal, 1990, 1992,  RD del Congo, 2006, 2013,  Ghana, 2008,  Rep. del Congo, 2015,  Togo, 2017)
- Maggior numero di edizioni disputate:
  - 9 Claude Le Roy ( Camerun, 1986, 1988,  Senegal, 1990, 1992,  RD del Congo, 2006, 2013,  Ghana, 2008,  Rep. del Congo, 2015,  Togo, 2017)